# Alfonso Ferrabosco
Alfonso Ferrabosco (I) (Bolonha, 18 de janeiro de 1543 – Bolonha, 12 de agosto de 1588) foi um compositor madrigalista italiano.

## Biografia
Pouco se sabe sobre o seu início de vida, é conhecido por ter estado, em Roma e em Lorena, ao serviço de Charles de Guise. Em 1562, provavelmente com seu tio, foi para Inglaterra ao serviço de Elizabeth I. Morreu em Bolonha em 1588 com 45 anos. O seu filho Alfonso Ferrabosco (II) também foi compositor.

## Música
Ferrabosco trouxe o madrigal para a Inglaterra. Embora ele não tenha começado o interesse do madrigal lá, o que realmente começou em 1588 com a publicação da Musica Transalpina de Nicholas Yonge, cuja popularidade era tal que o madrigal instantaneamente se tornou o tipo de composição mais prevalente na Inglaterra - ele plantou as sementes para esse desenvolvimento. O estilo de Ferrabasso pode ter sido conservador para os padrões de um Marenzio ou de um Luzzaschi, mas era harmonioso com o gosto inglês. A maioria de seus madrigais eram para cinco ou seis vozes, eram leves em estilo, e em grande parte ignoravam os desenvolvimentos progressivos na Itália. Tecnicamente eram hábeis, e essa é a qualidade que mais impressionou os comentaristas ingleses: "deep skill" foi a frase que Thomas Morley usou para descrever seu trabalho quando publicou várias de suas composições em uma coleção de 1598, dez anos após sua morte. Robert Dow também incluiu duas de suas obras em seu manuscrito, agora conhecido como Dow Partbooks.
Além dos madrigais, Ferrabosco escreveu música sacra, incluindo motetos, lamentações e vários hinos, todos em estilo vocal a cappella. Ele também escreveu música instrumental: fantasias, pavans, galliards, In Nomines e passamezzos, para uma variedade de combinações instrumentais, incluindo alaúde e violas.